# Sangiaccato di Aleppo
Il Sangiaccato di Aleppo (in arabo سنجق حلب‎?   ) era una provincia (sangiaccato/sanjak) dell'Impero ottomano, situata nell'odierna Siria e Turchia. La città di Aleppo era la capitale del sangiaccato.

## Sotto-distretti
- Il sangiaccato di Aleppo aveva molte città: Aleppo, İskenderun, Antakya, Belen, Idlib, Al-Bab e Jisr al-Shughur.[2]

## Storia successiva
Il territorio del Sangiaccato di Aleppo era diviso tra Turchia e Siria. Antakya e İskenderun (kaza del Sangiaccato di Halep) fecero parte della Siria dopo la guerra d'indipendenza turca, ma divennero lo Stato di Hatay nel 1938 e infine si unirono alla Turchia nel 1939.